# Dólar das Ilhas Salomão
O dólar das Ilhas Salomão (código ISO 4217: SBD) é a moeda das Ilhas Salomão desde 1977. Seu símbolo é "$", com "SI$" usado para diferenciá-lo de outras moedas que, também, usam o cifrão. É subdividido em 100 centavos.

## História
Antes do dólar das Ilhas Salomão, as Ilhas Salomão usavam a libra esterlina australiana. No entanto, as Ilhas Salomão também emitiram suas próprias notas, às vezes chamadas de Libra das Ilhas Salomão.
Quando as Ilhas Salomão caíram sob o controle do Japão Imperial durante a Segunda Guerra Mundial, a libra da Oceania, a chamada "Moeda da Invasão Japonesa", tornou-se a moeda oficial até que a guerra terminasse e a Libra fosse restaurada.
Em 1966, o dólar australiano substituiu a libra e circulou nas Ilhas Salomão até 1976, pouco antes da independência.
O dólar das Ilhas Salomão foi introduzido em 1977, substituindo o dólar australiano a par, após a independência. Até 1979, os dois dólares permaneciam iguais, então por cinco meses o SI$ foi atrelado a SI$ 1,05 = A$ 1, e depois flutuou. A estagnação econômica seguiu, assim durante os próximos 28 anos, e especialmente durante a guerra civil de 2000-2003, a pressão inflacionária reduziu o dólar das Ilhas Salomão a valer 15 centavos australianos.
Em 2008, devido à baixa valorização da moeda, muitos ilhéus levaram para acumular moedas e dar-lhes às crianças como lembranças, causando uma escassez de moeda. Algumas formas monetárias mais tradicionais, como os dentes de golfinho, em algumas áreas tomaram o lugar das moedas. Uma campanha de conscientização pública foi lançada para encorajar as pessoas a descontar em excesso moedas no banco para ajudar a aliviar o déficit.